# 安德烈·葛罗米柯
安德烈·安德烈耶维奇·葛罗米柯（俄語：Андрей Андреевич Громыко；1909年7月18日—1989年7月2日），蘇聯外交官，曾任外交部長長達28年（1957年－1985年），後出任苏联最高苏维埃主席团主席（1985年－1988年）。

## 生平
葛罗米柯生于白俄罗斯戈梅利附近的一个村庄，1936年毕业于明斯克农业技术学院，1939年开始在外交部工作，不久被派往苏联驻美国大使馆，1943年經委任为苏联驻美大使。1946年他成为苏联在联合国安全理事会的代表，期间因多次在联合国安理会代表苏联投下否决票而被称为“否决先生”（Mr. Нет），1952年至1953年间曾短暂出任苏联驻英国大使，之后返国出任外交部长。
葛罗米柯任外长期间曾处理古巴导弹危机，并为此与美国总统约翰·肯尼迪谈判。他也曾参与部分限武条约的谈判，包括《反弹道导弹条约》、《部分禁止核试验条约》、战略武器限制谈判、《中程核力量条约》、《削减战略武器条约》等。在勃列日涅夫时期，葛罗米柯协助构筑了大国之间的缓和政策。
1985年，爱德华·谢瓦尔德纳泽接替葛罗米柯出任外长。同年葛罗米柯出任苏联最高苏维埃主席团主席，三年后下台。1989年7月2日，已退休的葛羅米柯在莫斯科逝世，死因是腹部主動脈瘤破裂，去世當天距離他的80歲生日只差十六天，他是最後一批享用國葬的蘇聯高官，而蘇聯在他死後兩年解體。

## 荣誉
- 社会主义劳动英雄荣誉称号（两次：1969年7月17日，1979年7月17日）
- 列宁勋章（七次：1944年，1945年，1959年，1966年，1969年，1979年，1984年）
- 一级卫国战争勋章（1985年4月23日）
- 劳动红旗勋章（1948年11月9日）
- 荣誉勋章（1954年10月30日）
- 列宁奖（1982年）
- 苏联国家奖（1984年）

国外奖项
- 大十字级波兰复兴勋章[1]
- 克莱门特·哥特瓦尔德勋章（捷克斯洛伐克，1979年6月29日）[2]